# Kostas Georgiou
Kostas Georgiou, griech.: Κώστας Γιώργιου, (* 1951; † 10. Juli 1976 in Luanda) war ein unter dem Pseudonym „Colonel Callan“ bekannter britischer Söldner zyprischer Herkunft. Er hatte im 1. britischen Fallschirmjägerregiment gedient und war aufgrund eines Überfalls auf ein Postamt in Nordirland unehrenhaft entlassen worden.
Georgiou zog mit seiner Familie in den frühen 1960er Jahren nach London.
Georgiou wurde von der FNLA (Frente Nacional de Libertação de Angola – Volksbefreiungsfront in Angola unter der Führung von Holden Roberto, die auch vom US-Geheimdienst CIA indirekt unterstützt wurde) zusammen mit einer Truppe britischer, US-amerikanischer und niederländischer Söldner rekrutiert. Angeblich hat er Spione und Deserteure eigenhändig umgebracht und die Männer unter seinem Kommando terrorisiert. Diese waren selbst ungehindert mit Gewalt und Folter gegen Soldaten und Zivilisten vorgegangen.
Während eines Himmelfahrtskommandos gegen eine wesentlich stärkere kubanische Brigade wurde er verwundet und später gefangen genommen. Die kommunistische MPLA (Movimento Popular de Libertação de Angola – Volksbefreiungsbewegung für Angola) wollte die Verbrechen der Söldner publik machen und brachte in Luanda, der Hauptstadt Angolas, zehn Briten und drei US-Amerikaner vor Gericht. Sie wurden beschuldigt, bezahlte Attentäter zu sein. Der am 27. Juni 1976 begonnene Prozess und die Brutalitäten, die dabei zur Sprache kamen, zogen die Aufmerksamkeit der Medien auf sich und lösten eine allgemeine Empörung über Söldner aus sowie über all jene, die in diesem Gewerbe tätig waren. Georgiou alias Callan und drei andere Söldner, die beiden Briten Andrew Gordon McKenzie und John Derek Barker sowie der US-Amerikaner Daniel Francis Gearhart, wurden am 10. Juli 1976 hingerichtet.